# Psammodius nocturnus
Psammodius nocturnus är en skalbaggsart som beskrevs av Edmund Reitter 1892.
Psammodius nocturnus ingår i släktet Psammodius och familjen Aphodiidae. Inga underarter finns listade i Catalogue of Life.